# Corrie Pabst

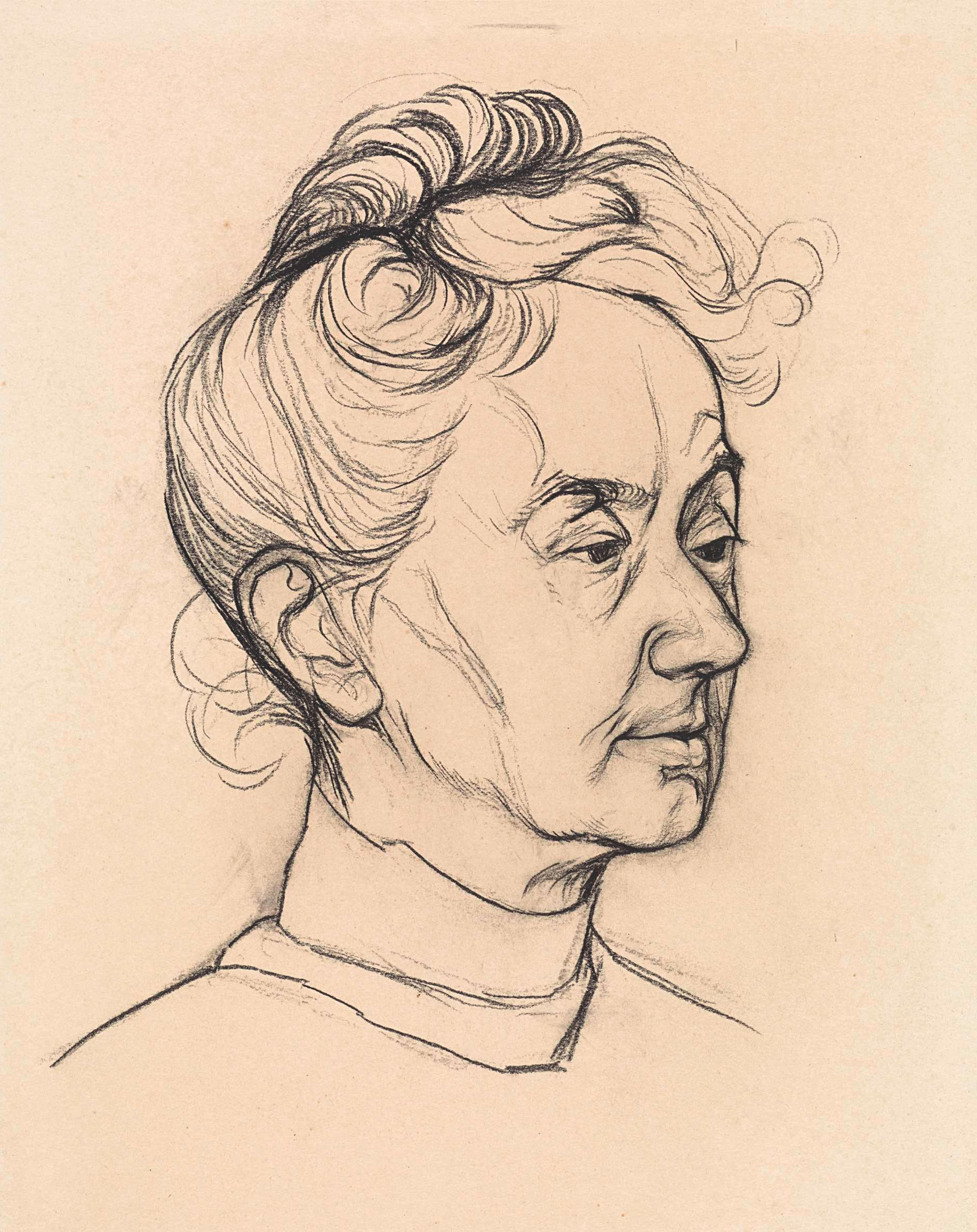
Corrie Pabst

Cornelia („Corrie“) Johanna Pabst (* 12. November 1865 in Woerden, Niederlande; † 21. November 1943 in Laren, Provinz Nordholland) war eine niederländische Malerin und Zeichnerin.

## Leben

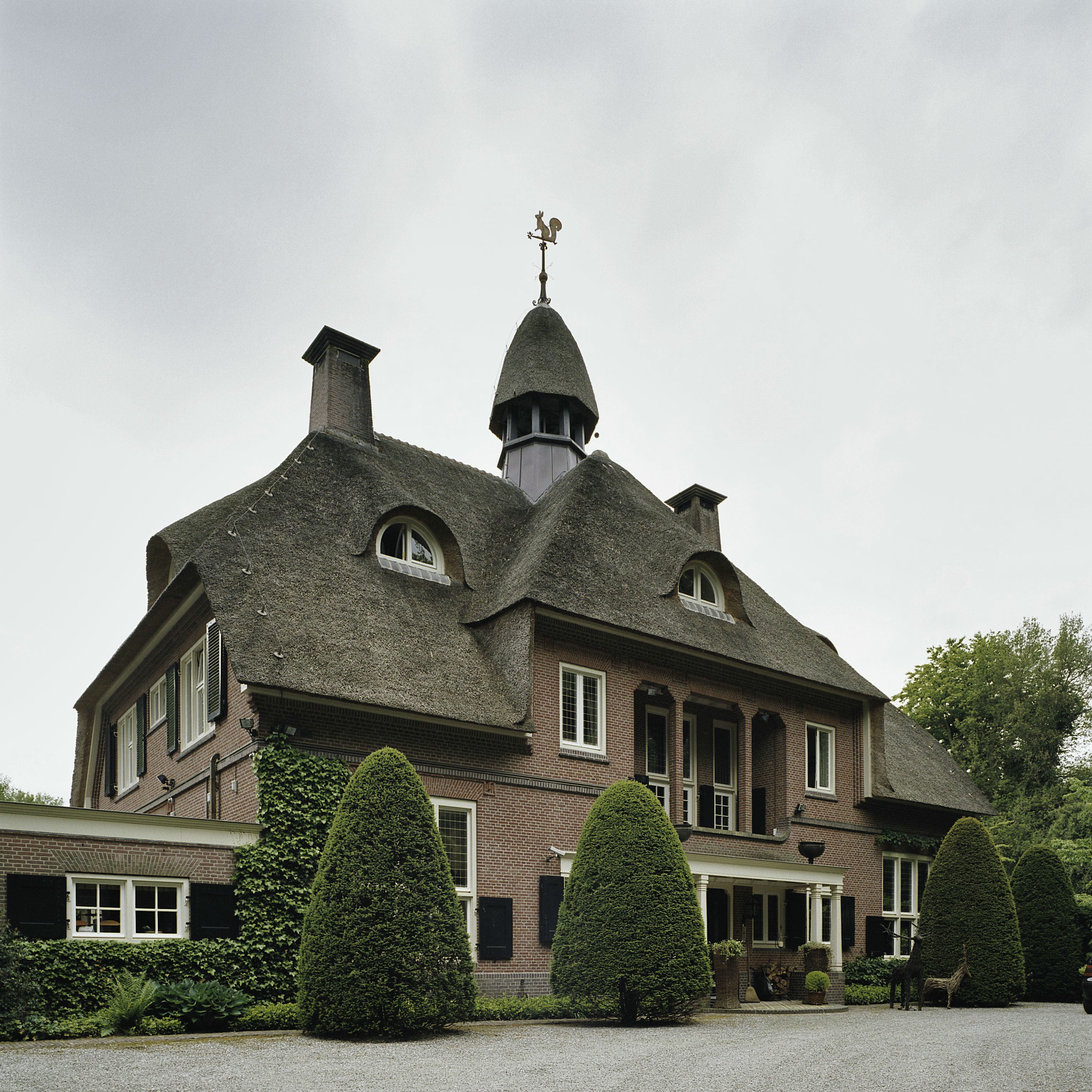
Die Villa in Laren heute

Von 1880 bis 1882 besuchte Corrie Pabst die Frauenklasse der Koninklijke Academie van Beeldende Kunsten in Den Haag und studierte erneut von 1898 bis 1899 an der Akademie. Sie erhielt Unterricht von Hendricus Petrus Bremmer.
Sie wohnte in Den Haag und kurzzeitig 1912 in Bussum. 1911 ließ sie gemeinsam mit ihrer Schwester durch den Architekten Karel P. C. de Bazel ein Landhaus in Laren bauen. Als das Haus 1912 fertiggestellt war, zog sie nach Laren, wo sie bis zu ihrem Tod 1943 in der Villa De Eekhoorn, Drift 7 (heute Steenbergen 6), lebte.
Sie war Mitglied der Vereinigung De Brug und der Vereeniging van Beeldende Kunstenaars Laren-Blaricum.

## Werk
Corrie Pabst fertigte Aquarelle, Radiererungen, Ölbilder und Zeichnungen. Zu ihren Motiven gehörten hauptsächlich Landschaften mit Bauernhäusern, Blumenstillleben und Porträts.
Im Kröller-Müller Museum befindet sich ihr Werk „Innenraum der Kirche in Katwijk“ von 1917, im Centraal Museum Utrecht „Stillleben mit einem Hummer“. und im Rijksmuseum Amsterdam sechs Werke und einige ihrer Briefe.

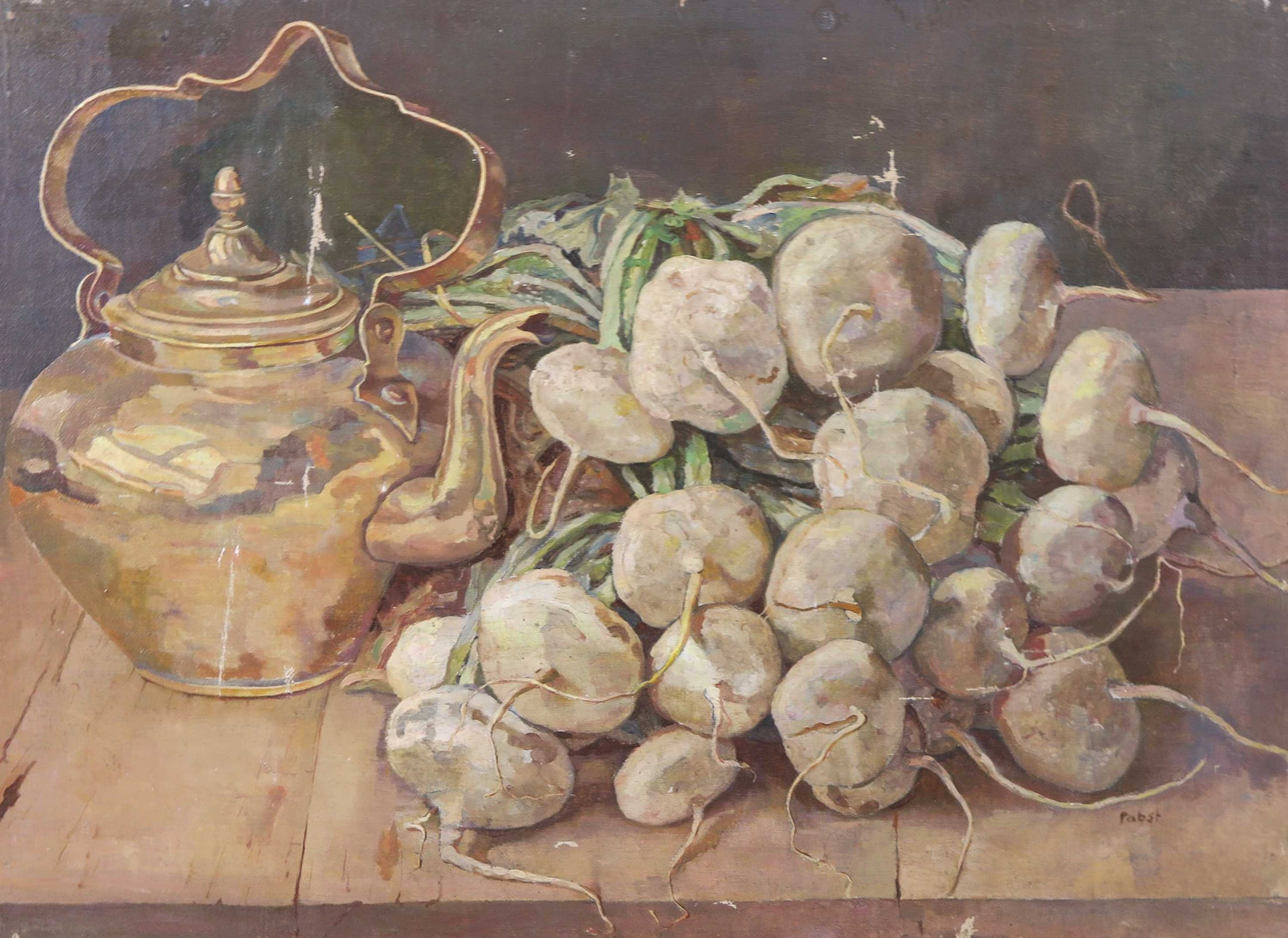
Stilleven met ketel en knollen
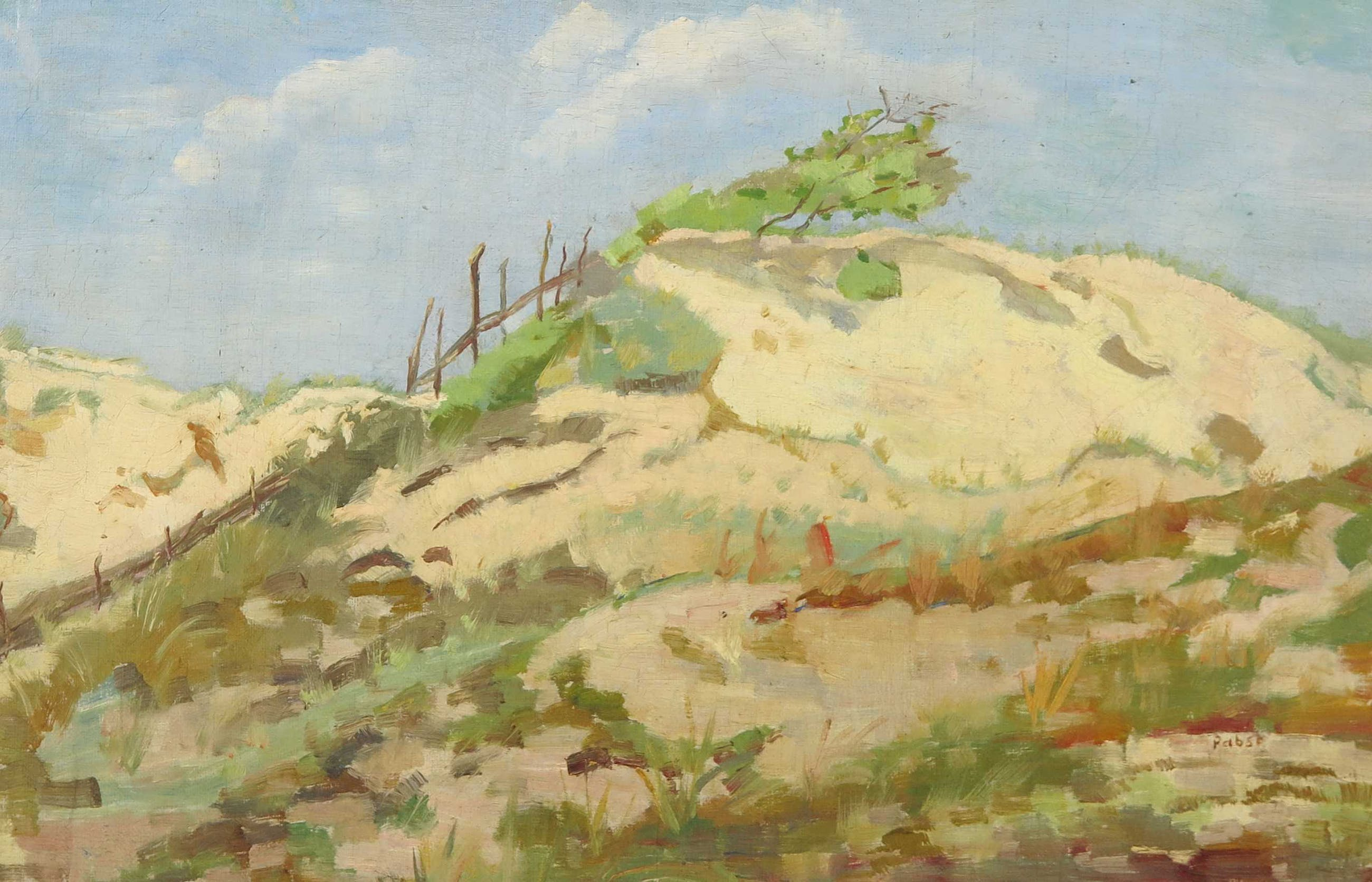
Duinlandschap
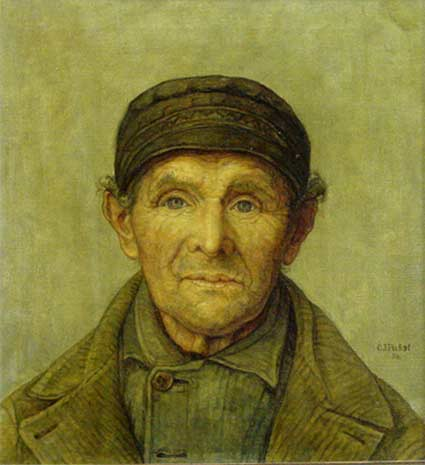
Larense boer, 1925
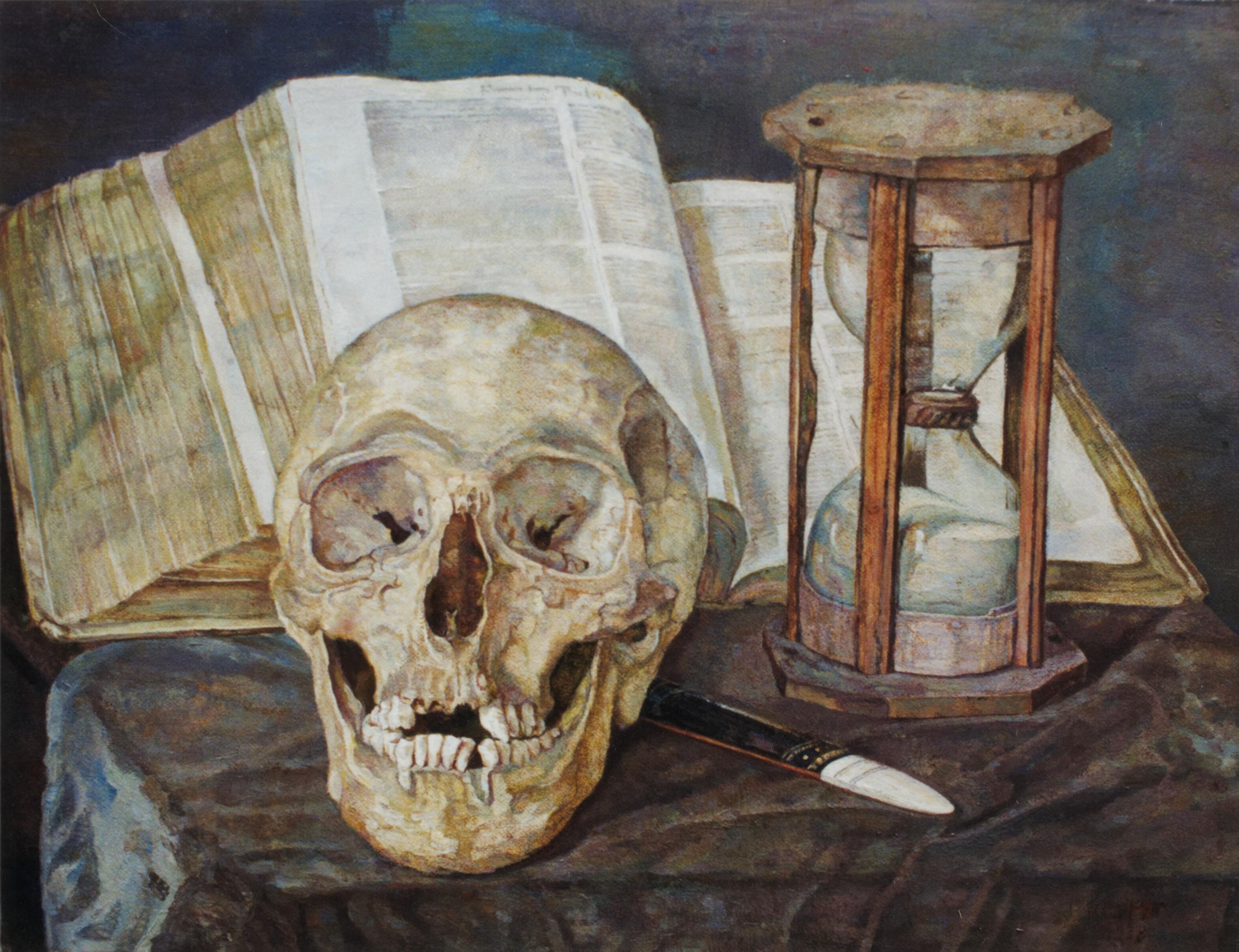
Vanitas, 1908

## Ausstellungen (Auswahl)

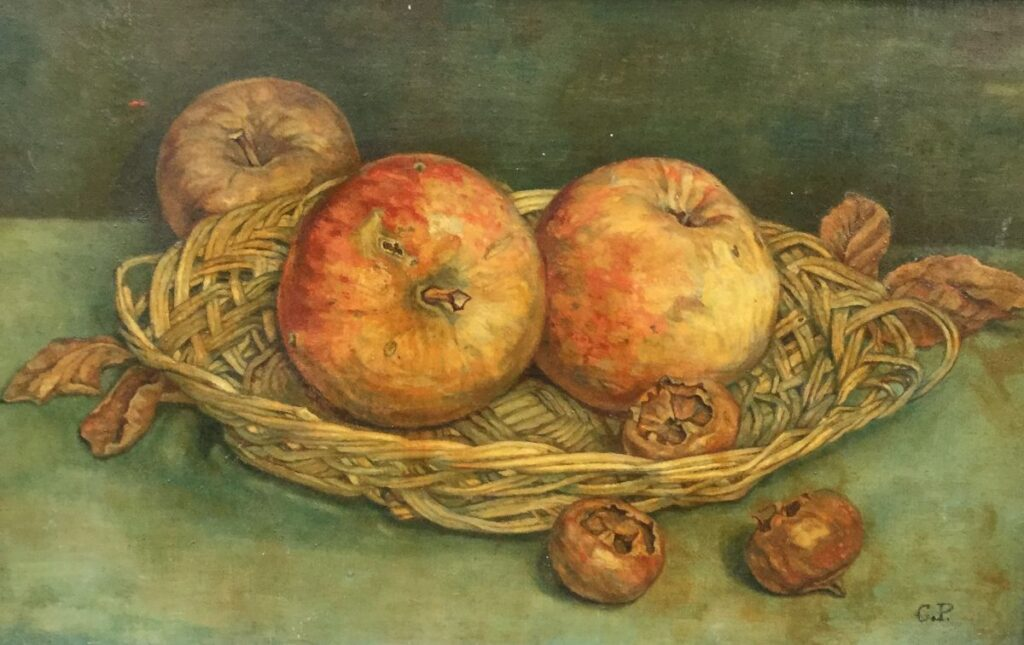
Stilleven met appels en mispels, 1908

- 1907: Tentoonstelling van Levende Meesters, Amsterdam
- 1913: de Vrouw, Afdeeling Beeldende Kunsten, Amsterdam
- 1914: Gemeinschaftsausstellung mit Anna Egter van Wissekerke, Bertha van Hasselt, Geertruida van Hettinga Tromp, Jo Koster, W. van Huszar, Jan Terwey, Stedelijk Museum, Amsterdam
- 1927: zwart en wit. Gruppenausstellung der Vereniging van Nederlandse Beeldende Kunstenaars de Brug, Amsterdam
- 1927: Gruppenausstellung der Vereniging van Nederlandse Beeldende Kunstenaars de Brug, Stedelijk Museum Amsterdam
- 1928: Gruppenausstellung der Vereeniging van Beeldende kunstenaars Laren-Blaricum, Kunstzaal Hamdorff, Laren
- 1928, 1929, 1931: Gruppenausstellung der Vereniging van Nederlandse Beeldende Kunstenaars de Brug, Stedelijk Museum Amsterdam
- 1932: Tentoonstelling van Nederlandsche Levende Kunstenaars, Stedelijk Museum Amsterdam
- 1933, 1934, 1935: Gruppenausstellung der Vereniging van Nederlandse Beeldende Kunstenaars de Brug, Stedelijk Museum Amsterdam
- 1936: De Brug: 10-jarig bestaan, Gruppenausstellung der Vereniging van Nederlandse Beeldende Kunstenaars de Brug, Stedelijk Museum Amsterdam
- 1936/37: De Brug (2), Gruppenausstellung der Vereniging van Nederlandse Beeldende Kunstenaars de Brug,  Stedelijk Museum Amsterdam
- 1938: Gruppenausstellung der Vereniging van Nederlandse Beeldende Kunstenaars de Brug, Stedelijk Museum Amsterdam
- 1939: De Brug: voorjaarstentoonstelling, Gruppenausstellung der Vereniging van Nederlandse Beeldende Kunstenaars de Brug, Stedelijk Museum Amsterdam
- 1939: Onze kunst van heden, Rijksmuseum Amsterdam
- 1940: De Brug: voorjaarstentoonstelling, Gruppenausstellung der Vereniging van Nederlandse Beeldende Kunstenaars de Brug, Stedelijk Museum Amsterdam
- 1940: De Brug: najaarstentoonstelling, Gruppenausstellung der Vereniging van Nederlandse Beeldende Kunstenaars de Brug, Stedelijk Museum Amsterdam
- 1944: Gruppenausstellung der Vereniging van Nederlandse Beeldende Kunstenaars de Brug, Stedelijk Museum Amsterdam[1][5]